# Добромеж (гмина)
Добромеж (пол. Dobromierz) — сельская гмина (волость) в Польше, входит как административная единица в Свидницкий повет (Нижнесилезское воеводство), Нижнесилезское воеводство. Население — 5487 человек (на 2004 год).

## Демография
| Перепись                       | Всего   | Всего | Женщины | Женщины | Мужчины | Мужчины |
| ------------------------------ | ------- | ----- | ------- | ------- | ------- | ------- |
| Единицы                        | человек | %     | человек | %       | человек | %       |
| Население                      | 5487    | 100   | 2782    | 50,7    | 2705    | 49,3    |
| Плотность населения (чел./км²) | 63,5    | 63,5  | 32,2    | 32,2    | 31,3    | 31,3    |

## Сельские округа
1. Борув
2. Бронув
3. Черница
4. Добромеж
5. Дзежкув
6. Гневкув
7. Яскулин
8. Клачина
9. Петшикув
10. Югова
11. Розтока
12. Шиманув

## Соседние гмины
1. Гмина Болькув
2. Гмина Мсцивоюв
3. Гмина Пашовице
4. Гмина Старе-Богачовице
5. Гмина Стшегом
6. Свебодзице